# Страпацада
Страпацада (греч.  Στραπατσάδα) — популярное блюдо во многих регионах Греции из-за доступности и низкой стоимости ингредиентов. Название происходит от итальянского слова «strapazzare», что означает разбить яйцо и перемешать во время приготовления.
Готовится из свежих помидоров, яиц и оливкового масла. Его часто готовят «на скорую руку» и подают на обед или легкую закуску; однако его также можно подавать холодным. Блюдо также известно как kagianas, koskosela (на Кикладах) или менемен (турецкий вариант).
Готовится страпатсада быстро и легко: нарезанные или протертые помидоры обжариваются на сковороде с оливковым маслом и перцем, пока они не станут густым соусом. Затем добавляют взбитые яйца и перемешивают. При желании можно добавить сыр фета непосредственно перед выключением огня (соль обычно не требуется, если используется фета). В качестве приправы можно использовать орегано, тимьян или другие сушёные травы.
Блюдо особенно популярно летом, когда в изобилии свежие помидоры.